# 陳訓養
陳訓養（日语：／，1955年3月20日—），中華民國外交官。

## 生平
陳訓養出生於臺灣花蓮縣。
1978年6月，畢業於私立東吳大學東方語文系。
2016年9月26日起，任臺北駐大阪經濟文化辦事處總領事銜處長。2018年，由蘇啟誠接任。